# Gunungsitoli
Gunungsitoli – miasto w Indonezji w prowincji Sumatra Północna. 137,5 tys. mieszkańców (2022). Położone na wyspie Nias. 
Obejmuje 6 kecamatanów: Gunungsitoli Idanoi, Gunungsitoli Selatan, Gunungsitoli Barat, Gunungsitoli, Gunungsitoli Alo Oa, Gunungsitoli Utara.